# Lennart Timmerman
Lennart Jan Coenraad (Lennart) Timmerman (Haarlem, 6 augustus 1989) is een Nederlands voormalig acteur en huidig regisseur bij PSV. 
Timmerman kreeg zijn passie voor het acteervak bij het Montessori College in Aerdenhout. Zijn eigen cabaretvoorstellingen maakte hij onder supervisie van Paul Rooyackers. Later ontving hij van de publieke omroep VARA een masterclass jong Cabarettalent-prijs. Zijn debuut maakte Timmerman in de Carry Slee-film Razend, maar hij werd vooral bekend door zijn rol als Raphael (Raaf) de Ridder in de jeugdserie SpangaS.

## Filmografie

### Film
- 2011: Razend, als Lennart
- 2013: Graffiti Detective, als coach
- 2014: Capsule, als Josef
- 2015: SpangaS in actie, als Raphael 'Raaf' de Ridder
- 2016: De roze bril, als huisbaas
- 2016: Fataal, als wagenmaker
- 2019: F*ck de Liefde, als Carlos

### Televisie
- 2012-2015, 2017-2018: SpangaS, als Raphael 'Raaf' de Ridder
- 2013: Zappmysterie, als zichzelf
- 2014: Goede tijden, slechte tijden, als Pim